# Fire from the Sky
Fire from the Sky è il settimo album in studio del gruppo musicale statunitense Shadows Fall, pubblicato nel 2012.

## Tracce
1. The Unknown – 4:54
2. Divide and Conquer – 3:05
3. Weight of the World – 3:55
4. Nothing Remains – 3:20
5. Fire from the Sky – 4:55
6. Save Your Soul – 3:53
7. Blind Faith – 6:27
8. Lost Within – 3:31
9. Walk the Edge – 3:32
10. The Wasteland – 4:05

## Formazione
- Brian Fair – voce
- Jonathan Donais – chitarra, voce
- Matt Bachand – chitarra, voce
- Paul Romanko – basso
- Jason Bittner – batteria